# Мухтолово
Мухто́лово (рос. Мухтолово) — селище міського типу в Ардатовському муніципальному районі Нижньогородській області Росії.. 
Розташоване за 25 км на північ від Ардатова. Залізнична станція на лінії Муром - Арзамас. Статус селища міського типу з 1946 року.
У селищі розташовано відділення Пошти Росії, індекс 607150.
Розпорядженням Уряду РФ від 29.07.2014 N 1398-р (ред. Від 13.05.2016) «Про затвердження переліку мономіст», включене до списку мономіст Російської Федерації "з ризиком погіршення соціально-економічного становища".

## Історія
Точний рік виникнення Мухтолова ніхто не знає. Старожили селища, опитані у 1960 році учителем історії Мухтоловської середньої школи Е. А. Шалаєвою, стверджували, що селу 300 років. Інших підтверджень цієї дати немає, однак якщо брати факт виникнення поселення у середині XVII століття, то можна припустити, що воно могло виникнути після 1654-1655 років, коли по Нижньогородському пониззі пройшла азійська чума, і люди зі степових місць тікали в ліси, ховаючись від неї. Також селище могло виникнути в 1670 році, коли південь Нижньогородщини був охоплений повстанням селян, які приєдналися до військ Степана Разіна. В урядові війська для боротьби з разінцями брали всіх жителів. Ті, хто не хотів виступати за Разіна або проти нього, тікали в ліс, ховалися, осідали на постійне проживання.
Ще одну версію про дату виникнення Мухтолова висловлював краєзнавець В. І. Шилін. Він визначав її 1702 роком, спираючись на якийсь «Літопис Великоозерского монастиря», що зберігалвся в Мухтоловській церкві та представлений йому паломником А. Ф. Утіним, у якому, за його словами, було написано, що дванадцять Ардатовських сімей за непослух владі були вислані на поселення в ліс у день свята Святого Юрія. Їм відвели місце на невеличкій галявині по березі лісової річки Мухти. Незважаючи на посилання на літопис, дата 1702 рік також не підтверджена документально.
У 1944-1957 роках Мухтолово було центром Мухтоловського району.

## Походження назви
Деякі краєзнавеці припускають, що назва Мухтолово складається з двох слів: мухта і толова, вважаючи, що місцевість була сильно заболочена, у літню пору над болотами роїлося безліч різних комах: комарів, мошок і мух, тобто «толова», звідси пішла назва - Мухтолово.
В. І. Шилін висловив іншу версію, засновану на думці старожилів, згідно з яким Мухтолово отримало свою назву на ім'я невеликої лісової річки Мухти, на берегах якої розташовувалося селище. Зараз річка пересохла, але в річковій долині зроблені п'ять водойм.

## Населення
| 1959  | 1970  | 1979  | 1989  | 1999  | 2002  | 2008  |
| ----- | ----- | ----- | ----- | ----- | ----- | ----- |
| 7927  | ↘5815 | ↗5943 | ↘5868 | ↗6000 | ↘5711 | ↘5358 |
| 2009  | 2010  | 2011  | 2012  | 2013  | 2014  | 2015  |
| ↘5287 | ↘5005 | ↘4982 | ↘4939 | ↘4859 | ↘4780 | ↘4706 |
| 2016  | 2017  |       |       |       |       |       |
| ↘4688 | ↘4636 |       |       |       |       |       |